# Hrabstwo Jackson (Indiana)

Piramida wieku hrabstwa

Hrabstwo Jackson (ang. Jackson County) – hrabstwo w stanie Indiana w Stanach Zjednoczonych.

## Geografia
Według spisu z 2010 roku obszar całkowity hrabstwa obejmuje powierzchnię 513,91 mili2 (1331,02 km²), z czego 509,31 mili2 (1319,11 km²) stanowią lądy, a 4,60 mili2 (11,91 km²) stanowią wody. Według szacunków United States Census Bureau w roku 2012 miało 43 083 mieszkańców. Jego siedzibą administracyjną jest Brownstown.

### Miasta
- Brownstown
- Crothersville
- Medora
- Seymour

### CDP
- Freetown
- Vallonia